# Fabien Genet
Pour les articles homonymes, voir Genet.
 (janvier 2021).
Si vous disposez d'ouvrages ou d'articles de référence ou si vous connaissez des sites web de qualité traitant du thème abordé ici, merci de compléter l'article en donnant les références utiles à sa vérifiabilité et en les liant à la section « Notes et références ».
Fabien Genet, né le 22 mars 1975 à Paray-le-Monial, est un homme politique français, élu sénateur de Saône-et-Loire le 27 septembre 2020.

## Carrière politique
Fabien Genet est né le 22 mars 1975 à Paray-le-Monial. Juriste de collectivités locales de formation, il s’engage dès l’âge de 20 ans au sein du conseil municipal de Digoin.
Il se présente aux élections régionales de 1998 sur la liste de Madeleine Mazière et devient Conseiller régional chargé de la communication, de la jeunesse et des sports.
En 2014, il est élu maire de Digoin, puis président de la Communauté de Communes Digoin Val de Loire.
En 2015, il devient vice-président du Conseil Départemental de Saône-et-Loire, chargé notamment du déploiement de la fibre optique.
En 2017, après la fusion des 3 intercommunalités du territoire, il est élu président de la nouvelle Communauté de Communes du Grand Charolais.
Se retrouvant seul à mener une liste aux élections municipales de 2020, il est réélu maire de Digoin, puis réélu président de la communauté de communes du Grand Charolais.
Le 30 juillet 2020, il annonce sa candidature aux élections sénatoriales aux côtés de la sénatrice sortante Marie Mercier. Leur liste réalisant plus de 40% des suffrages, Marie Mercier et Fabien Genet sont tous les deux élus sénateurs de Saône-et-Loire le 27 septembre 2020.
Au Sénat, il est membre de la Commission de l'aménagement du territoire et du développement durable, et de la délégation aux collectivités locales et à la décentralisation.

## Mandats

### Mandats actuels
- Sénateur de Saône-et-Loire (depuis 2020)
- Conseiller municipal de Digoin (depuis 2020)
- Conseiller communautaire du Grand Charolais (depuis 2020)

### Précédents mandats
- Adjoint au Maire de Digoin (1995-2014)
- Conseiller régional de Bourgogne (1998-2004)
- Vice-Président de la Communauté de Communes Digoin Val de Loire (2000-2014)
- Maire de Digoin (2014-2020)
- Président de la Communauté de Communes Digoin Val de Loire (2014-2017)
- Vice-Président du Conseil Départemental de Saône-et-Loire (2015-2020)
- Président de la Communauté de Communes du Grand Charolais (2017-2020)

## Publications
- Digoin, mémoire en Images (en coll., 1997)
- Digoinais dans la guerre, chronique illustrée de quatre années d’Occupation (2004)
- Tous les chemins mènent à Digoin (2005)
- 1936 en Charolais-Brionnais (2006)
- Je meurs avec courage, Titus Bartoli, un Digoinais fusillé avec Guy Môquet (2007)
- Indomptable Loire, mémoire des grandes crues (2007)
- Balade aérienne en pays Charolais-Brionnais (2008)